# IMAV éditions
IMAV éditions est une maison d'édition créée en 2003, par Anne Goscinny et Aymar du Chatenet. Débutant par la rééditions d'histoires inédites du Petit Nicolas, elle consacre son travail à l'éditions de travaux de ou autour du travail de René Goscinny.

## Production
Créé sous la forme d'une société par actions simplifiée, la société obtient un premier grand succès avec un recueil de 80 histoires inédites du Petits Nicolas, de René Goscinny et Jean-Jacques Sempé. Le titre est un succès inattendu, dépasse les 600 000 exemplaires vendus et est un best seller de 2004. En 2006, les Histoires inédites du Petit Nicolas reçoivent le Globe de cristal 2006 - Prix de la presse pour les arts et la culture. Après ce premier succès, de nombreux autres titres sont publiés, Sempé réalisant plusieurs dessins inédits. 
IMAV éditions gère par ailleurs tous les droits d’éditions en France, le merchandising et l’audiovisuel liés au Petit Nicolas dans le monde entier.
Trois films en prise de vue réelle sont réalisés : Le Petit Nicolas (2009), Les Vacances du Petit Nicolas (2014) et Le Trésor du Petit Nicolas (2021) ainsi qu'un film d’animation : Le Petit Nicolas, Qu'est-ce qu'on attend pour être heureux ? (2022), a reçu le Cristal du long métrage au Festival international du film d'animation d'Annecy 2022 et a été nommé au Festival de Cannes 2022 et au César 2023 pour le meilleur film d'animation.
Trois séries en dessins animés pour la télévision diffusées sur M6, soit 156 épisodes de 13 min. La série est récompensée par le « Prix Jeunesse au Lauriers de la radio et de la télévision » et par le « Prix du Jury » au Festival international du film d'animation d'Annecy. 
La maison d'édition publie ensuite de nombreux ouvrages autour du Petit Nicolas (romans, flip-book, mini-livres...). Elle édite également des recueils de chroniques de Goscinny. En 2011, IMAV reprend la série Iznogoud, créée par Goscinny et Jean Tabary. Tous les titres publiés par les éditions Tabary entrent au catalogue et de nouveaux albums sont produits, avec divers scénaristes, d'abord dessinés par Nicolas Tabary, puis par Elric. IMAV publie 3 volumes de l'intégrale Iznogoud. Dans la foulée de cette collaboration avec la famille Tabary, des intégrales de Valentin le vagabond, série créée pour quelques épisodes seulement avec Goscinny, sont réédités chez IMAV en 2018.

## Séries publiées
- Le Petit Nicolas, avec Jean-Jacques Sempé ;
- Iznogoud, avec Jean Tabary, Nicolas Tabary, Elric, Nicolas Canteloup, Laurent Vassilian, Olivier Andrieu, etc.
- Valentin le vagabond, avec Jean Tabary, Pierre Tabary et Fred.